# Henry W. Ellsworth
Pour les articles homonymes, voir Ellsworth.
Henry William Ellsworth, né le 14 mai 1814 à Windsor et mort le 14 août 1864 à New Haven  dans le Connecticut, est un diplomate et poète américain. Ses poèmes les plus connus sont Lines to an Absent Wife et The Cholera King.

## Biographie
Il est le petit-fils d'Oliver Ellsworth, l'un des rédacteurs de la Constitution des États-Unis devenu président de la Cour suprême, et le fils de Henry Leavitt Ellsworth (en).

## Œuvres
- Valley of the Upper Wabash, Indiana (1838)